# ام‌جمیل
اروی بنت حرب (به عربی: أروى بنت حَرَب)با کنیه‌ای اُمّ‌جَمیل؛ همسر ابولهب، خواهر ابوسفیان بن حرب، عمه معاویه بن ابی‌سفیان و دشمن و آزاردهنده محمد بود. او همچنین از شاعره های دوران پیش از اسلام بود و بارها محمد را مورد هجو قرار داده بود.
به او در سوره مسد اشاره شده‌است. در این سوره، پس از اشاره به ابولهب، ادامه می‌دهد: «همسر او نیز وارد آتش سوزان جهنم می‌شود؛ در حالی که هیزم به دوش می‌کشد و در حالی که در گردنش طناب یا گردن‌بندی از لیف خرما است» (به عربی :وَ امْرَأَتُهُ حَمَّالَةَ الْحَطَبِ، فِی جِیدِها حَبْلٌ مِنْ مَسَدٍ).

## در رسانه
| سال تولید | بازیگر           | فیلم                      | کارگردان   |
| --------- | ---------------- | ------------------------- | ---------- |
| ۱۳۹۴      | رعنا آزادی‌ور     | محمد رسول‌الله (فیلم ۱۳۹۴) | مجید مجیدی |
| ۱۳۵۴      | الین آیوز-کامرون | محمد رسول‌الله (فیلم ۱۹۷۶) | مصطفی عقاد |